# Poecilia hispaniolana
Poecilia hispaniolana es un pez de la familia de los pecílidos en el orden de los ciprinodontiformes.

## Morfología
Los machos pueden alcanzar los 3,6 cm de longitud total y las hembras los 5,9 cm.

## Distribución geográfica
Se encuentran en Haití y la República Dominicana.